# Ekspert
Ekspert (noun) er en person, som er meget vidende eller dygtig i et bestemt område. 'Eksperter' kan anvendes til udvælgelse og kvalitetsvurdering af information og dokumenter. "Ekspert" er ikke en beskyttet titel, hvilket betyder, at hvem som helst kan påberåbe sig at være ekspert i et givent emne uden at have kvalifikationer eller kompetencer på området.

## Etymologi
Begrebet 'ekspert' stammer fra latin expertus 'erfaren', perf.ptc. af experiri 'forsøge, gøre erfaringer'. Brugen af begrebet 'ekspert' kan spores tilbage til det tidlige 19. århundrede.

## Synonymer
Synonymer til begrebet 'ekspert' er begreber som 'specialist', 'autoritet', 'lærd', 'mester' og 'virtuos'.

## Begrebebet 'ekspert'
'Ekspert' er noget øvrige personer udpeger en person til at være. Denne form for 'udnævnelse' er gældende, så længe der er nogen, som mener, at vedkommende er berettet til denne titel.
Den 'intellektuelle' og 'eksperten' kan opstilles overfor hinanden som to forskellige åndstyper. Men i virkeligheden bor de oftest i en og samme person. Den 'intellektuelle' er 'eksperten', når vedkommende træder et skridt tilbage og betragter sig selv udefra. Vedkommende repræsenterer en spaltning i 'eksperten' selv. Vedkommende er 'eksperten', når denne kommer i tvivl om den moralske mening med det, vekommende foretager sig eller falder hen i fortvivlelse.
Professorer og filosof Hubert Lederer Dreyfus og Stuart Dreyfus peger på, at den ’intuitive ekspert’ er et udtryk for en person med praktisk kundskab, hvis niveau er opnået gennem lærings- og refleksionssituationer gennem sine praktiske erfaringer. En anden form for ’ekspert’ er ’mesteren’, hvis handlinger er styret af en phronesisk dømmekraft. Ifølge Dreyfus er phronesis noget, der knytter sig til en tavs kropsliggjort viden opnået gennem megen praksiserfaring inden for en bestemt disciplin og professionskultur. Denne erfaring hviler på de livsformer, vaner, normer og værdier, der kendetegner den omgivende kultur, som man er en del af. Den 'intuitive ekspert' kan være en fagidiot, som kun kan se verden og begå sig inden for sit faglige ekspertiseområde, mens den 'kulturelle mester' har en dannelse og et syn, der gør vedkommende til etisk overvejet 'ekspert'. Den 'kulturelle mester' vil i højere grad end den 'intuitive ekspert' være i stand til at bryde med de tanke- og handlemønstre, der måtte være gældende for en professionskultur, med innovative landvindinger for faget til følge.